# Lupicinus (comes rei militaris)
Pour les articles homonymes, voir Lupicinus.
Ne doit pas être confondu avec Lupicinus (consul).
Lupicinus est un comte romain (comes rei militaris) de Valens, commandant de la Thrace, à la fin du IVe siècle.

## Contexte historique
Au IVe siècle, les Goths sont aux frontières de l'empire romain et tentent de s'y installer régulièrement. Ce groupe s'est séparé en deux groupes principaux, les Ostrogoths qui se lancent à la conquête des régions entre la Volga, l'Oural et le Caucase sous la direction de leur roi amale Ermanaric ; les Wisigoths ou Tervinges combattent en Europe centrale et méridionale. Peuple nomade, ils sont toujours à la recherche de provisions régulières pour nourrir leur groupe important. Les Romains, à partir de Constantin, signent des traités (foedus) avec eux en leur donnant le statut de fédérés. Les hommes sont engagés dans les armées de l'empire contre des subsides.

## Un administrateur corrompu
Lupicinus est le commandant de la Thrace lorsque les Goths de Fritigern et Alaviv tentent d'entrer dans la région. 
En 376, Valens autorise les Goths à traverser le Danube pour se réfugier en Mésie face aux attaques des Huns. Dans les faits, le traité ne s'applique pas, du fait de la corruption et de l'incompétence de l'administration romaine chargée de la gestion de la question goth. L'accord prévoyait que les administrateurs romains les installent sur le territoire. Mais Lupicinus et le duc Maximus tardent à organiser leur accueil ; ils font de grandes opérations commerciales, revendant à un prix exorbitant les matières premières et les ressources alimentaires que l'Empire avait mis à disposition pour la construction de nouveaux établissements pour les Goths ; ils profitent même de la famine qui s'installe parmi les Goths pour leur vendre de la viande à prix fort, obligeant les barbares à vendre leurs enfants comme esclaves pour pouvoir se nourrir. La révolte gronde parmi les fédérés face à cet accueil indigne.
En 377, un incident se produit à Marcianopolis, lors d'un banquet chez Lupicinus où il reçoit à sa table Fritigern et Alaviv, les militaires romains interdisent l'accès au marché aux Goths qui accompagnent leurs chefs. Ceux-ci  massacrent les miliciens. Face à la nouvelle d'un début de révolte gothique, Lupicinus fait massacrer les gardes du corps des chefs goths et fait tuer Alaviv. Fritigern le convainc de le laisser en vie car lui seul peut apaiser la colère de ses compagnons. Fritigern échappe à la mort mais dirige la révolte qui se déclenche alors ; ses troupes battent celle de Lupicinus lors de la bataille de Marcianopolis. Il doit quitter la Thrace en la laissant entre les mains des Goths de Fritigern.
Les Goths ravagent alors la région jusqu'en 378 où ils rencontrent l'armée impériale lors de la bataille d'Andrinople où ils battent brillamment l'armée romaine.